# لومنیتسا
لومنیتسا (به صربی: Lomnica) یک روستا در صربستان است که در ناحیه پوموراولیه واقع شده‌است.
 لومنیتسا  ۹۸۸ نفر جمعیت دارد.